# Wagner Castropil
Wagner Castropil (, 17 de junho de 1966) é um ex-judoca brasileiro, que atualmente atua como médico da Seleção Brasileira de Judô.
Como desportista integrou a seleção brasileira entre 1984 e 1992, participando dos Jogos Olímpicos de Verão de 1992, em Barcelona.
É ex-aluno da Faculdade de Medicina da Universidade de São Paulo.
Em 2000 fundou a empresa Instituto Vita, com o objetivo de concentrar no mesmo espaço profissionais altamente qualificados para atender todas as áreas da medicina esportiva.
Em 2003 fundou o Vita Care, uma associação sem finalidades lucrativas para assistência, ensino e pesquisa na área de medicina do esporte. A ONG presta gratuitamente serviço a esportistas e tem em sua equipe dez médicos, 20 fisioterapeutas e uma nutricionista, dedicam dois períodos semanais ao atendimento voluntário de atletas.
Foi médico responsável pelo departamento médico da Confederação Brasileira de Desportes Universitários (CBDU) durante os anos de 1996 a 2001, participando de três universíades: Sicília em 1997, Palma de Maiorca em 1999, e Pequim em 2001.
Em 2001 integrou o Departamento Médico da Confederação Brasileira de Judô (CBJ), participando de duas edições dos Jogos Olímpicos de Verão como médico, em Atlanta 2004 e Pequim 2008.

## Títulos esportivos
- Pentacampeão brasileiro
- Campeão sul-americano
- Campeão pan-americano
- Campeão mundial das Forças Armadas

## Prêmios e títulos na medicina[2]
- Membro titular da Sociedade Brasileira de Ortopedia e Traumatologia desde 1996
- Membro titular da Sociedade Brasileira de Cirurgia do Joelho desde 1999
- Membro titular da Sociedade Brasileira de Medicina do Esporte desde 2000
- Membro da Sociedade de Ombro e Cotovelo desde 2000
- Membro da Academia Americana de Ortopedia desde 2001
- Prêmio Análise de Medicina – Mais Admirados na Especialidade – 2006 e 2009